# Стаціонарний стан (квантова фізика)
Стаціонарний стан (від лат. stationarius — стоїть на місці, нерухомий) — стан квантової системи, за якого її енергія та інші динамічні величини, що характеризують квантовий стан, не змінюються з часом.
Нільс Бор 1916 року сформулював свої постулати, згідно з якими атом може переходити з одного стаціонарного стану в інший лише завдяки поглинанню або виділенню кванта з енергією, що дорівнює різниці енергій атома в початковому та кінцевому стаціонарних станах. Квантову теорію стаціонарних станів розробив Ервін Шредінгер 1925 року.

Стаціонарні чисті стани в квантовій механіці описують хвильовою функцією
де {\displaystyle \psi ({\vec {r}}\,)} підпорядковується стаціонарному рівнянню Шредінгера
Квадрат модуля хвильової функції
не залежить від часу.